# Arie Van de Moortel
Arie Van de Moortel (Laken, 17 juli 1918 – Brussel, 1 mei 1976) was een Belgisch altviolist en componist.

## Familie
Van de Moortel was de broer van Leo Van de Moortel (Leo Vane). Zijn eerste echtgenote was harpiste Marcelle Léonard. Samen kregen zijn een dochter genaamd Nora Françoise Van de Moortel. Zijn tweede echtgenote was musicienne Lydie Lequeux. Zoon uit dat tweede huwelijk Dirk Van de Moortel werd violist bij het Belgian National Orchestra en huwde met pianiste Cécile Gilson; samen zijn ze werkzaam bij Young Belgian Strings.

## Leven
Van de Moortel volgde zijn opleiding aan het Koninklijk Conservatorium Brussel, waar hij in 1935 afstudeerde. In 1937 behaalde Van de Moortel zijn eerste prijzen in altviool en kamermuziek. Aanvullende opleidingen van François Broos zorgde er voor dat hij in 1939 het hoger diploma behaalde voor altviool. Na de Tweede Wereldoorlog zette hij zijn studies voort aan het Koninklijk Conservatorium Gent, ook hier behaalde hij een eerste prijs dit maal voor fuga (1952). Voor compositieleer volgde Van de Moortel cursussen bij Prosper van Eechaute.
Tijdens zijn jaren in opleiding was Van de Moortel al op diverse podia te vinden. Vanaf 1938 was hij als solist of deelnemer binnen kamermuziek te horen en te zien. Kamermuziek speelde hij met bijvoorbeeld het London Piano Quartet, Snarentrio Maurice Raskin en het samenwerkingsverband met zijn echtgenote Lydie Lequeux. Daarnaast was hij van 1945 tot 1947 altist in het Orkest van de NIR.
Naast het bespelen van de altviool gaf Van de Moortel er ook les in. Hij was docent altviool aan het Koninklijk Conservatorium Brussel (vanaf 1946), kamermuziek aan het Koninklijk Conservatorium Gent,(vanaf 1946 tot aan zijn dood), directeur van de Muziekschool Gentbrugge (vanaf 1955), directeur van muziekacademie van Anderlecht (vanaf 1957), en gaf tijdelijk kamermuziek aan Koninklijk Conservatorium Bergen.

## Werken
Binnen zijn composities wist hij oude muziekstijlen en stijlelementen toe te passen binnen de muziek van zijn eeuw zo wisselden hij chromatiek af met polytonaliteit. Een selectie van zijn onderscheiden werken zijn:
- Variaties op "Daar zat een sneeuwwit vogeltje" (1951, winnaar van de Staf Neesprijs)
- Trio voor rietblazers (hobo, klarinet en fagot) (1954, Vercelli)
- Capriccio rondom "Het viel een hemels dauw" (1957, voor carillon, Rotterdam).

Andere noemenswaardige werken:
- 1939: Silly Symphony
- 1939: Sonatine voor piano
- 1939: Partita voor fagot
- 1940: Trio voor hobo, klarinet en baspijp
- 1952: Concert voor orkest
- 1954: Danse d’Espagne voor harp
- 1955: Sonate voor altviool en piano
- 1968: Sonate voor fluit
- 1970: Rondo-pastorale voor viool en orkest
- 1974: Wiegelied van Cro-Magnon voor contrabas en piano.

In aanvulling daarop publiceerde Van de Moortel over Guillaume Lekeu, César Franck en Henri Vieuxtemps. Hij was ook werkzaam voor de Stichting Eugène Ysaÿe en Centro Studi Paganini in Genua.